# ريتشارد جيفريز
جون ريتشارد جيفريز (6 نوفمبر 1848 - 14 أغسطس 1887) كان كاتبًا إنجليزيًا عن الطبيعة، اشتهر بتصويره للحياة الريفية الإنجليزية في المقالات وكتب التاريخ الطبيعي والروايات. وكان لطفولته في مزرعة ويلتشاير الصغيرة تأثير كبير عليه وقد وفرت خلفية لجميع أعماله الروائية الرئيسية.
تغطي كتابات جيفريز مجموعة من الأنواع والموضوعات، بما في ذلك كتابه بيفيس (1882) وهو كتاب كلاسيكي للأطفال، وكتاب ما بعد لندن، وهو عمل من أعمال الخيال العلمي. وقد عانى ريتشارد معظم حياته من مرض السل، ولعبت معاناته مع المرض والفقر دورًا في كتاباته. قدر جيفريز أهمية عمق المشاعر وصقلها في تجربته مع العالم من حوله، ووصف رحلته لهذا الصقل في كتابه حكاية قلبي (1883). وكان هذا العمل تصويرًا متعمقًا لأفكاره ومشاعره عن العالم، وأكسبه ذلك سمعة المتصوف في الطبيعة آنذاك، لكن ما جذب أكثر المعجبين نحوه كان نجاحه في نقل وعيه بالطبيعة والناس، سواء في كتب الخيال أو في مجموعات مقالاته مثل الصياد الهاوي (1879)، وجولة حول ملكية عظيمة (1880). كتب والتر بيزانت عن رد فعله خلال القراءة الأولى لجيفريز: «لماذا، يجب أن نكون عميانًا طيلة حياتنا؛ أروع الأشياء كانت تحدث هنا أمامنا تمامًا، لكننا لم نرها».

## حياته وأعماله

### النشأة
ولد جون ريتشارد جيفريز (استخدم الاسم الأول فقط خلال طفولته) في كوت في أبرشية تشيسيلدون بالقرب من سويندون في ويلتشاير، وهو ابن مزارع يدعى جيمس لوكيت جيفريز (1816-1896). وأصبح مسقط رأسه ومنزله الآن متحفًا مفتوحًا للعامة. ورث جيمس جيفريز المزرعة من والده جون جيفريز، الذي كان يعمل طابعًا في لندن قبل أن يعود إلى سويندون لإدارة مطحنة ومخبز العائلة. وكانت والدة ريتشارد إليزابيث جيد (1817-1895) التي سُميت بيتسي، ابنة مدير ووسيط جون جيفريز.
انعكست هذه العلاقات في شخصيات رواية جيفريز المتأخرة أميريلس في المعرض (1887)؛ وتتوافق صور العائلة في الرواية مع روايات جيفريز. وكان جيمس جيفريز، مثل شخصية إيدن في أميريلس، يكرس نفسه لحديقته، بينما يكافح من أجل تحقيق نجاح مالي للمزرعة. وكانت الحديقة التي جرى تذكرها بمحبة في الغابة السحرية وأميريلس ذات انطباع قوي أيضًا على ذكريات أولئك الذين عرفوا جيفريز في ذلك الوقت. ويبدو أن أمه بيتسي، مثل زوجة إيدن، كانت غير راضية عن الحياة في المزرعة: «امرأة ولدت في المدينة ذات وجه جميل وروح محبة للمتعة، ولطيفة وكريمة بشكل مبالغ فيه، ولكنها غير مناسبة لحياة الريف». وكانت المزرعة صغيرة جدًا بمساحة 39 فدانًا (160.000 م 2) من المراعي؛ كما كان هناك رهن عقاري بقيمة 1500 جنيه إسترليني بدأ لاحقًا بالتراكم فوق ديون جيمس جيفريز، الذي خسر المزرعة في عام 1877 وأصبح بستانيًا. لكن هذه الصعوبات كانت أقل وضوحًا في طفولة ريتشارد. وكان الوضع مشابهًا لما حدث في رواية ما بعد لندن (1885)، حيث استمدت شخصية البارون المزارع والبستاني مرة أخرى من حياة جيمس جيفريز: «وهكذا كان المكان كله ينهار، بينما في نفس الوقت بدا أنه يتدفق بالحليب والعسل». وهناك جزء من عائلة جيفريز مفقود بشكل لافت في كتبه. في الغابة السحرية، وبيفيس، وأميريلس، ليس للبطل (أو البطلة) أشقاء؛ فقط في ما بعد لندن يعطي الأخوة شخصيات رئيسية ويصور التعاطف الناقص بينهم. ماتت الطفلة الأولى إيلين لجيمس وإليزابيث وهي صغيرة. لكن ريتشارد كان لديه شقيقان أصغر منه وأخت صغرى.
قضى جيفريز سنواته المبكرة بين سن الرابعة والتاسعة مع خالته وزوجها، عائلة هاريلد، في سيدنهام، حيث التحق بمدرسة خاصة، وعاد إلى كوت في الإجازات. وكان زوج خالته توماس هاريلد ابن رائد الطباعة روبرت هاريلد. وحافظ جيفريز على صداقة وثيقة مع السيدة إلين هاريلد (لقبها قبل الزواج جيد) وتعتبر رسائله إليها مصدرًا مهمًا لكتاب السيرة الذاتية. وفي كوت قضى معظم وقته في الريف. وكثير مما يرويه عن شخصية بيفيس ينطبق على نفسه. وكان والده قد اصطحبه إلى الصيد وهو في الثامنة من عمره؛ وفي التاسعة من عمره أطلق النار على أرنب. وسرعان ما قضى معظم وقته في الصيد (بالبندقية والفخاخ) وصيد السمك. كما أضاف، مثل بيفيس، معدات يدوية الصنع لقارب للإبحار في خزان المائي؛ ويقال إنه بنى زورقه الكانو الخاص مثل بطل ما بعد لندن. وفي الوقت نفسه أصبح قارئًا شغوفًا: تضمنت الكتب المفضلة الأوديسة لهوميروس، والآثار لبيرسي، ودون كيخوته، والمستكشف لجيمس فينيمور كوبر، والتي كانت بمثابة نموذج لمعارك وهمية خيضت في حقل بين المزرعة والخزان.
في نوفمبر عام 1864 في سن السادسة عشرة هرب هو وقريبه جيمس كوكس إلى فرنسا، عازمين السير إلى روسيا. (عمل كوكس الذي كان أكبر من جيفريز بقليل، في شركة غريت ويسترن ريلوي وكان لديه القليل من المال المدخر). وبعد عبور القناة سرعان ما اكتشفا أن لغتهما الفرنسية التي تعلماها في المدرسة لم تكن كافية وعادا إلى إنجلترا. وقبل وصولهما إلى سويندون شاهدا إعلانًا عن رحلات عبور رخيصة من ليفربول إلى أمريكا وانطلقا في هذا الاتجاه الجديد. ومع ذلك لم تشمل التذاكر تكلفة الطعام؛ وأُجبر الصبيان على العودة إلى سويندون بعد أن لفتت محاولة رهن ساعتيهما انتباه الشرطة.
ترك جيفريز المدرسة في الخامسة عشرة من عمره وواصل في البداية عاداته في التجوال الفردي حول الريف المحلي. وكان يرتدي ملابس غير مرتبة ويسمح لشعره أن ينمو حتى ياقته. وكان ذلك مع «شكله غير المألوف وخطواته الطويلة والسريعة، مصدرًا للإعجاب في مدينة سويندون. لكنه كان غير مدرك تمامًا لهذا الأمر، أو غير مكترث به». وساعد جيفريز قليلًا في المزرعة (كان حماسه الوحيد هو تقطيع الخشب) وكان يُنظر إليه على أنه من العاطلين عن العمل. وكان يحمل مسدسًا دائمًا ما أثار شكوك مالكي الأراضي المحليين، وقال أحدهم: «إن جيفريز الشاب ليس من النوع الذي تريد أن تتسكع حوله بأمان». وأخيرًا في أوائل عام 1866 بدأ العمل كمراسل صحفي لصحيفة نورث ويلتشاير هيرالد. ولعدة سنوات عمل كمراسل، ولم يساهم فقط في نورث ويلتشاير هيرالد، ولكن أيضًا في ويلتس وغلوسيسترشاير ستاندرد وسويندون أدفرتايزر. وكان محرر سويندون أدفرتايزر ويليام موريس، جامع الآثار والمؤرخ المحلي، قد أعار جيفريز كتبًا وشجع محاولاته المبكرة للكتابة. وطور جيفريز نفسه اهتمامًا بالأثريات في الريف: فقد نشر مقالات عن التاريخ المحلي في نورث ويلتشاير هيرالد وكان أول من لاحظ دائرة حجرية بالقرب من مزرعة كوت. كما كان يقضي الكثير من الوقت في المنحدرات، لا سيما في حصن التل من العصر الحديدي، قلعة ليدنغتون، حيث كان يستلقي على العشب، ويشعر بالنشوة ويسعى إلى التواصل مع العالم الطبيعي. وفي سبتمبر من عام 1867 ويوليو من عام 1868 كان مريضًا جدًا. وعند العودة إلى الوراء كان من الواضح أن أمراضه كانت أول أعراض مرض السل الذي قتله في ما بعد. وخرج من مرضه ضعيفًا وهزيلًا جدًا، وكتب إلى خالته: «ساقاي نحيفتان مثل الجندب». ودفعه المرض أيضًا إلى إعادة النظر في شخصيته: لن يكون «أنيقًا فحسب، بل عصريًا» في المستقبل، لأن الناس يقيّمون الكثير من خلال المظهر.
بعدها تابع بنشاط مهنته ككاتب، وكتب عن تاريخ غادردز، وهي عائلة محلية، كما كتب الإبلاغ والتحرير والتأليف: تلميحات عملية للمبتدئين في الأدب (1873)، حيث شارك ثمار تجربته القصيرة كمراسل محلي. وفي غضون ذلك لم تجد الروايات التي كان يكتبها ناشرًا. ولكن ما جذب الانتباه الوطني إليه كان سلسلة من الرسائل إلى صحيفة ذا تايمز حول العمل الزراعي في ويلتشاير، والتي نُشرت في نوفمبر عام 1872. وكانت الرسائل، مثل كتاباته الأخرى من هذه الفترة، تعكس النظرة المحافظة لتربيته.
في عام 1874 عام نشر روايته الأولى، الشال القرمزي، تزوج جيسي بادن (1853-1926)، ابنة مزارع قريب. وبعد العيش لبضعة أشهر في مزرعة كوت، انتقل الزوجان إلى منزل في سويندون في عام 1875 (في العنوان الحالي 93 شارع فيكتوريا)؛ وولد طفلهما الأول ريتشارد هارولد جيفريز هناك في 3 مايو.